# Лысая Гора (Червенский район)
Лысая Гора, также Лысовщина (бел. Лысая Гара, Лысаўшчына) — деревня в Червенском сельсовете Червенского района Минской области.

## География
Располагается в 10 километрах к северо-западу от райцентра, в 61 километре от Минска на автодороге Минск—Могилёв.

## Геология
К югу от деревни расположено Лысогорское месторождение песков.

## История
Населённый пункт известен с XIX века. На 1858 год деревня, принадлежавшая помещику В. Буглаку, в составе Игуменского уезда Минской губернии, здесь проживали 77 человек. На 1870 год относилась к Гребёнской волости, насчитывалось 34 души мужского пола. Согласно Переписи населения Российской империи 1897 года деревня Лысая Горка, насчитывавшая 31 двор, где проживали 206 человек. На начало XX века деревня Гора-Лысая в 34 двора, 231 житель. На 1917 год 31 двор, 245 жителей. С февраля по декабрь 1918 года была оккупирована немцами, с августа до начала июля 1920 — поляками. 20 августа 1924 года вошла в состав вновь образованного Войниловского сельсовета Червенского района Минского округа (с 20 февраля 1938 — Минской области). По переписи населения СССР 1926 года насчитывалось 49 дворов и 285 жителей. Во время Великой Отечественной войны деревня была оккупирована немецко-фашистскими захватчиками в конце июня 1941 года. 29 её жителей погибли на фронтах. Освобождена 2 июля 1944 года. На 1960 население деревни составило 265 человек. В 1980-е годы деревня входила в состав колхоза «Победа». На 1997 год насчитывалось 39 домов, 88 жителей.

## Население
- 1858 — 77 жителей.
- 1870 — 34 мужчины.
- 1897 — 31 двор, 206 жителей
- начало XX века — 34 двора, 231 житель.
- 1917 — 31 двор, 245 жителей.
- 1926 — 49 дворов, 285 жителей.
- 1960 — 265 жителей.
- 1997 — 39 дворов, 88 жителей.
- 2013 — 19 дворов, 29 жителей.